# Chavanatte
Chavanatte település Franciaországban, Territoire de Belfort megyében. Lakosainak száma 132 fő (2022. január 1.). Chavanatte Chavannes-les-Grands, Altenach, Florimont és Suarce községekkel határos.

## Népesség
A település népességének változása:
| Lakosok száma | 159  | 158  | 161  | 154  | 147  | 141  | 138  | 135  | 132  |
|               | 2013 | 2015 | 2016 | 2017 | 2018 | 2019 | 2020 | 2021 | 2022 |